# Mendel Gdański
Mendel Gdański – nowela Marii Konopnickiej opublikowana po raz pierwszy w 1890 roku na łamach czasopisma „Przegląd Literacki”, a trzy lata później w zbiorku nowel Na drodze.
Utwór był odpowiedzią pisarki na falę antysemityzmu, jaka przetaczała się wówczas przez ziemie polskie. Jego powstanie częściowo zainspirowała Eliza Orzeszkowa, która w 1890 wystosowała do Marii Konopnickiej list, w którym prosiła: czy prozą, czy wierszem, napisz jedną lub dziesięć kartek, słowo Twoje wiele zaważy, u wielu wiarę znajdzie, wiele uczuć wzbudzi, złych uśpi….

## Treść
Akcja toczy się w Warszawie w II połowie XIX wieku. Bohaterem jest Mendel Gdański – stary Żyd pracujący jako introligator. Mendel od urodzenia mieszka na ziemiach polskich i czuje się Polakiem. Dziwią go pojawiające się ruchy antysemickie oraz pogłoski, że „mają bić Żydów”. Nie rozumie, dlaczego odmawia mu się prawa bycia pełnoprawnym obywatelem. Jednak sam fakt, że jest Żydem, sprawia, że staje się ofiarą pogromu antyżydowskiego. Dzięki pomocy polskich przyjaciół zostaje uratowany z pogromu, ale traci serce do Warszawy.